# Königsfelden

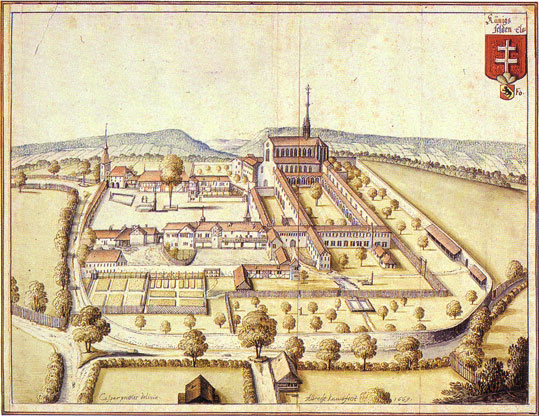
El monasterio en 1669

Königsfelden (que significa tanto como campo del rey) es un antiguo monasterio de clarisas y franciscanos en la aldea Windisch en el cantón suizo de Argovia. Fue fundado en 1309 en el lugar donde en 1308 Alberto I de Habsburgo había sido asesinado por su sobrino, el duque Juan de Suabia.